# Instituto Humboldt
El Instituto de Investigación de Recursos Biológicos Alexander von Humboldt, o simplemente Instituto Humboldt, es una entidad colombiana orientada a la investigación científica sobre biodiversidad, incluyendo los recursos hidrobiológicos y genéticos.
Creado en 1993, el Instituto Humboldt es el apoyo investigativo en biodiversidad del Sistema Nacional Ambiental (Sina). Vinculado al Ministerio de Ambiente y Desarrollo Sostenible, es una corporación civil sin ánimo de lucro. Como parte de sus funciones, se encarga de coordinar el Sistema Nacional de Información sobre biodiversidad de Colombia y la conformación del inventario nacional de la biodiversidad. 

## Objetivos

### Biología de la conservación y uso de la biodiversidad
Promueve y realiza investigación integrativa que permita definir acciones encaminadas a la conservación y uso de la biodiversidad, el mantenimiento de los servicios derivados de la misma y los procesos ecológicos y evolutivos que la sustentan. 

### Dimensiones Socioeconómicas del Uso y la Conservación de la Biodiversidad
Coordinar la producción de conocimientos en las dimensiones históricas, territoriales y culturales del uso y la conservación de la biodiversidad de Colombia. Los proyectos que adelanta tienen como interés general ampliar la comprensión de los procesos de transformación y uso de la biodiversidad como base esencial para el diseño de iniciativas, políticas e instrumentos que orienten el mantenimiento de procesos socioecológicos fundamentales. 

### Sistema de Información sobre Biodiversidad de Colombia (SiB)
El Sistema de Información sobre Biodiversidad de Colombia busca consolidar una alianza nacional para promover la integración y gestión de información que apoye procesos de investigación, educación y toma de decisiones que afecten el conocimiento, la conservación y el uso sostenible de la biodiversidad. 

### Política, Legislación y Apoyo a la Toma de Decisiones
Realiza investigación para el desarrollo y seguimiento a los instrumentos políticos y legislativos, relacionados con la Bio-diversidad. Igualmente, vela por la coherencia y pertinencia de los productos de los demás programas de investigación en términos de apoyo a los tomadores de decisiones. 

## Investigación

### Ciencias Básicas de la biodiversidad
Desarrolla agendas de investigación en especies y ecosistemas estratégicos, integrando múltiples dimensiones de la biodiversidad (taxonómica, genética y funcional) a diferentes escalas espaciales, con el fin de generar conocimiento científico incidente para la gestión integral de la diversidad biológica colombiana.
Dentro de esta línea de investigación se realizan labores de: Evaluación de riesgo de la vida silvestre, Recursos hidrobiológicos y pesqueros, y Bosques y sistemas de especial interés. Lo anterior a usando herramientas como Genética de la conservación, Ecología espacial y el análisis de la dinámica y el funcionamiento de los ecosistemas.

### Gestión Territorial de la biodiversidad
El programa de Gestión territorial de la biodiversidad se encarga de generar información, métodos y estrategias que aporten a la gestión sostenible de la biodiversidad en el territorio; permitiendo así una mejor planificación y manejo de los espacios en cuanto a la conservación y el uso de la biodiversidad a diversas escalas. A través de distintas aproximaciones, el programa diseña estrategias de preservación, restauración y uso sostenible de la biodiversidad, ejercicio que ofrece otras alternativas de gestión integral como respuesta a los factores de cambio en el territorio.
Esta línea se centra en la Gestión territorial de ecosistemas degradados, innovación territorial para la conservación y Biodiversidad y entornos urbano-regionales.

### Evaluación y Monitoreo de la Diversidad
Evalúa el estado de la diversidad biológica del país a partir de la gestión y análisis de datos e información para implementar estrategias de monitoreo de los territorios en escenarios de cambio que permitan la generación de indicadores incidentes en la toma de decisiones que aseguren la sostenibilidad de los mismos. Mediante las investigaciones y desarrollo de Ciencia Participativa, Monitoreo científico, Indicadores de biodiversidad e Infraestructura de datos e información.
Esta línea ha promovido el uso de herramientas como iNaturalist como mecanismo de participación ciudadanas. 

### Ciencias Sociales y Saberes de la Biodiversidad
Contribuye al entendimiento de los procesos y de las relaciones de los sistemas socioecológicos, mediante el análisis de sus diferentes modelos de gobernanza, del bienestar humano y las contribuciones de la naturaleza y de la sostenibilidad de sus paisajes (transformados o no) desde la perspectiva de diversos sistemas de conocimiento. Adicionalmente, evalúa los procesos históricos y actuales para la apropiación social de la biodiversidad. De esta manera, el Programa valora diversos escenarios socioecológicos, con el fin de brindar alternativas que mejoren las condiciones de todos los seres vivos. 
Mediante herramientas como la Sostenibilidad y Economía verde, investigación en Servicios ecosistémicos y Gobernanza del ambiente.

### Colecciones biológicas
Probablemente una de las fuentes de información biológica más importante con las que cuenta el Instituto. Donde se realiza gestión, administración, mantenimiento y organización taxonómica de especímenes, muestras de tejido y sonidos. Las colecciones presentes corresponden a especímenes de mamíferos, anfibios, reptiles, peces, huevos, invertebrados (no insectos), insectos y plantas; las cuales se encuentran bajo los estándares nacionales e internacionales de curaduría y mantenimiento de una colección.
Dentro de esta dependencia se incluyen los laboratorios de biología molecular, donde se pueden procesar las muestras. Adicional a los especímenes, las colecciones de tejidos también tienen presencia en el instituto. Estas colecciones se ubican dentro del claustro San Agustín, en el municipio de Villa de Leyva.